# Champagnier
Champagnier is een gemeente in het Franse departement Isère (regio Auvergne-Rhône-Alpes). De plaats maakt deel uit van het arrondissement Grenoble. Champagnier telde op 1 januari 2022 1.506 inwoners.

## Geografie
De oppervlakte van Champagnier bedroeg op 1 januari 2022 6,61 vierkante kilometer; de bevolkingsdichtheid was toen 227,8 inwoners per km².

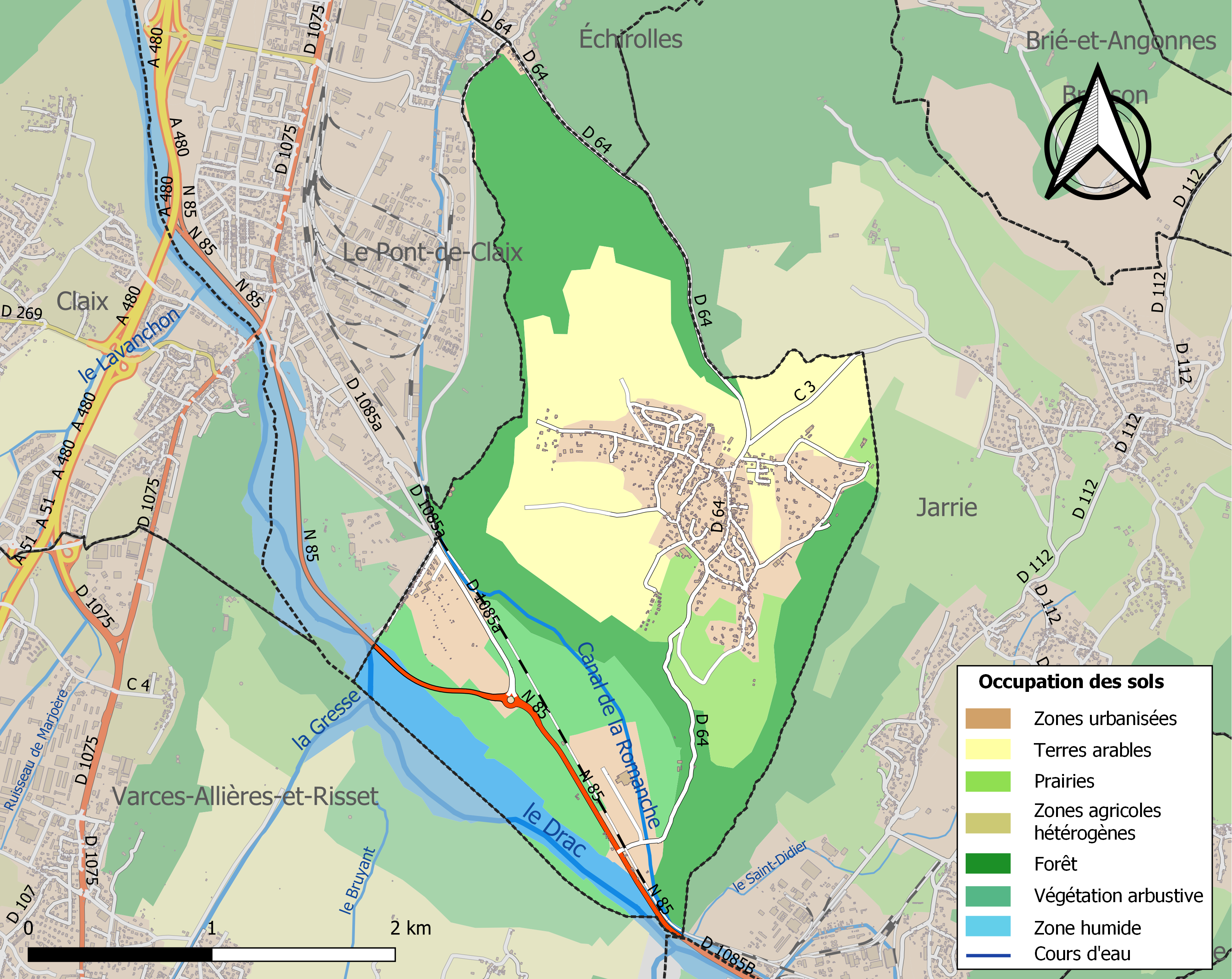
Kaart van de gemeente met de belangrijkste infrastructuur, bodemgebruik en omliggende gemeenten

## Demografie
Onderstaande figuur toont het verloop van het inwonertal (bron: INSEE-tellingen).